# 174丁目-175丁目駅
174丁目-175丁目駅（174ちょうめ-175ちょうめえき、英語: 174th–175th Streets）ブロンクス区トレモントのグランド・コンコース地下の東174丁目と東175丁目の間に位置するニューヨーク市地下鉄INDコンコース線の駅。B系統がラッシュ時のみ、D系統がラッシュ時を除く終日停車する。

## 駅構造
| G          | 地上階                       | 出入口（グランド・コンコース側） |
| P ホーム階 | 相対式ホーム、右側ドアが開く | 相対式ホーム、右側ドアが開く |
| P ホーム階 | 北行緩行線                   | ← ラッシュ時のみ：ベッドフォード・パーク・ブールバード駅行き（トレモント・アベニュー駅） ← ラッシュ時以外：ノーウッド-205丁目駅行き（トレモント・アベニュー駅） |
| P ホーム階 | 急行線                       | ← ラッシュ時混雑方向：通過 → |
| P ホーム階 | 南行緩行線                   | → ラッシュ時のみ：ブライトン・ビーチ駅行き（170丁目駅）→ ラッシュ時以外：コニー・アイランド-スティルウェル・アベニュー駅行き（170丁目駅）→                      |
| P ホーム階 | 相対式ホーム、右側ドアが開く | |
| M          | 改札階                       | 改札口、駅員詰所、メトロカード自動券売機、ホーム間連絡通路 |
| M          | 地上階 （掘割）              | 出入口（174丁目側） |

この駅は緩行線2線と急行線1線、相対式ホーム2面を有した2面3線の地下駅である。中央の急行線にホームは無く、D系統がラッシュ時に通過している。駅の壁面は白のタイルで覆われており、そこに各ホーム3つずつ駅名標があるほか「174」もしくは「175」と書かれた小さな標などがある。なお、駅は急カーブ上にあるためホーム端から反対のホーム端を目視することは不可能であり、停車列車の一部のドアはホームとの間に非常に大きな隙間を生じるために注意が必要である。
当駅は2015-2019 MTAキャピタル・プランの一環として他のニューヨーク市地下鉄の30駅と共に改装が行われた。改装のため2018年8月13日から同年12月26日まで休止となりWi-Fiや携帯充電場所の設置、標識や照明の改善などが行われた。

### 出口
当駅の改札口は駅の南北両端に計2ヶ所あり、北側はグランド・コンコースに、南側は174丁目へ出ることができる。
- 階段1つ、グランド・コンコースと東175丁目の立体交差部北東[4]。
- 階段1つ、グランド・コンコースと東175丁目の立体交差部南西[4]。
- 階段1つ、グランド・コンコースと東175丁目の立体交差部南側[4]。
- 階段1つ、グランド・コンコースとクロス・ブロンクス高速道路の立体交差部北東[4]。
- 階段1つ、グランド・コンコースと東174丁目の立体交差部北西[4]。